# مایکل جون لیسون
مایکل جون لیسون (انگلیسی: Michael J. Leeson؛ ۲۶ اوت ۱۹۴۱ – july 27, 2016 (age 74)) فیلم‌نامه‌نویس، ترانه‌سرا، تهیه‌کننده فیلم، و تهیه‌کننده تلویزیونی اهل ایالات متحده آمریکا بود.
وی همچنین برندهٔ جوایزی همچون جوایز امی ساعات پربیننده و جایزه امی ساعات پربیننده برای نویسندگی مجموعه کمدی شده‌است.